# Cobolt (förlag)
Cobolt är namnet på två serieförlag, ett danskt och ett svenskt. Det danska förlaget, Forlaget Cobolt A/S, startade 2008 när man övertog den största delen av Forlaget Carlsens albumrättigheter. Det svenska förlaget, Cobolt Förlag AB, startade 2014 och är delägt av Forlaget Cobolt. Både det danska och det svenska förlaget koncentrerar sig på utgivning av fransk-belgiska serier.

## Forlaget Cobolt (Danmark)

### Bakgrund
Hösten 2007 sålde Bonnierkoncernen sin danska bokutgivning till Egmont. Detta innebar att den danska förlagsetiketten Carlsen Comics (stor och tidvis dominant albumutgivare sedan 1960-talet) hamnade hos Danmarks redan största medieföretag med en stor egen serieutgivning. EU:s konkurrenslagstiftning uppskattade inte sammanslagningen utan krävde att en stor del av danska Carlsens serieutgivning skulle hållas utanför affären. Samtidigt krävde EU:s konkurrenskommissionär att Bonniers danska serieutgivning skulle få fortsätta på annat sätt, vilket först ledde till tankar om att starta ett danskt serieförlag med namnet Bonnier Comics.
Av Bonniers danska förlagstankar blev dock inget, utan 30 april 2008 sålde man istället danska Carlsens serierättigheter till det nystartade förlaget Cobolt A/S. Därmed övertogs inte bara gamla utgivningsrättigheterna utan även planerad Carlsen-utgivning. Därför kom några av Cobolts första utgåvor att bära Carlsens logotyp på framsidan.

### Ägande och drift
Danska Cobolts ägare de första fyra åren var Kurt Dahlgaard, som tidigare arbetat för Bonnierägda Semic Press i Sverige och Bonniers serieförlag i Danmark. Våren 2012 valde han dock att trappa ner sin yrkesverksamhet och sålde förlaget vidare till Lasse Steenholt, som några tidigare köpt det klassiska danska seriesyndikatet PIB Features. Därmed hamnade den serieutgivning som PIB startade 1941 i form av Illustrationsforlaget (senare Carlsen/if) åter i PIB:s ägo.
Sommaren året därpå startade Cobolt även en Internetbutik, för försäljning av serier direkt till danska serieläsare.
Redaktör för det danska förlaget är sedan starten Carsten Søndergaard. Han var i många år redaktör hos Carlsen Comics och innan dess (sedan 1975) hos Interpresse, ett annat av Danmarks stora serieförlag. Søndergaard fortsatte 1986 sin redaktörsroll från Interpresse till Carlsen, när dessa förlag båda blivit Bonnierägda.

### Utgivning
I Danmark ger Cobolt ut cirka 35 album om året, vilket inkluderar Tintin, Smurfarna, Lucky Luke, Blueberry och Doonesbury. De flesta av utgåvorna är inbundna och tryckta på tjockare papper. Man ger dock inte ut manga eller den danska klassikern Rasmus Nalle, eftersom EU:s konkurrenskommissionär inte definierade dessa som tecknade serier och därmed lät de här utgivningsrättigheterna ingå i försäljningen till Egmont.
September 2013 lanserade förlaget serier av franska Margaux Motin (Men egentlig ville jeg så gerne have været antropolog…) och flamländske Maarten Vande Wiele (Paris) som man sa riktade sig särskilt till kvinnor. Lanseringen ledde till en debatt om kvinnligt och manligt i den danska seriebranschen och hur långt emanciperingen nått väster om Öresund.

## Cobolt Förlag (Sverige)

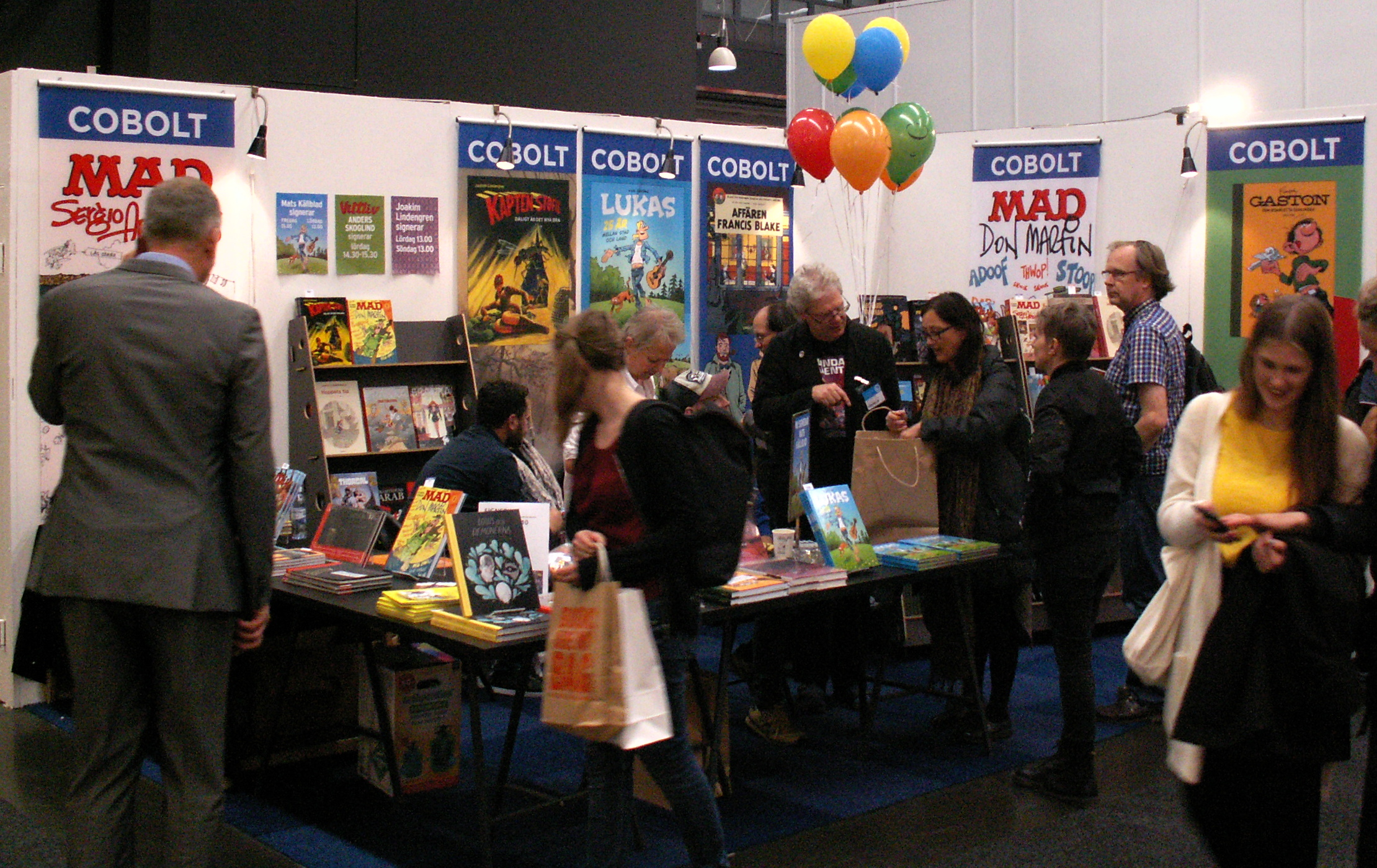
Cobolt Förlags monter på Bokmässan i Göteborg 2018.

Maj 2014, i samband med Stockholms internationella seriefestival, presenterades även ett svenskt förlag med namnet Cobolt – Cobolt Förlag. Redaktör och ansvarig förläggare för det svenska förlaget är Peter Sparring, som i likhet med Carsten Søndergaard har en lång historia på flera serieförlag bakom sig. I Sparrings fall var det Pandora Press (som 1990 uppgick i Atlantic förlag) och innan dess Semic Press. Cobolt Förlag är samägt av danska Forlaget Cobolt och Peter Sparring.
En av orsakerna till den svenska förlagsstarten var intresset från svenska seriefans om att köpa Cobolts utgåvor. Det gällde inte minst samlingsutgivningen med Linda och Valentin, vilken under danska Cobolts första fyra år var förlagets största försäljningsframgång. Dessutom såg man en outnyttjad nisch, eftersom svenska serieförlag sedan 1990-talet gett ut mycket lite av fransk-belgiska serier.
Cobolt Förlag har sedan starten gett ut ett antal olika fransk-belgiska albumserier i album med hårda pärmar. Det inkluderar den vikingrelaterade äventyrsserien Thorgal, sidoserier till Spirou och en samlingsutgivning av Linda och Valentin. Dessutom har man på programmet Blake och Mortimer, Franka, Blueberry, Yoko Tsuno och en "remastrad"  version av Illustrerade klassiker.
I början av 2019 köpte Cobolt Kartago förlag, då ett dotterbolag inom Bonnierförlagen. Ägarskiftet skedde efter att Kartagos förläggare Thomas Olsson och Nina Hemmingsson slutat på förlaget. Ny förlagsredaktör för Kartago blev Rolf Classon, en gång medgrundare av Kartago.
Förlaget har också en utgivning av serier för ungdomar, inklusive tryckta versioner av webbserier och manga. Alice Osemans relationsdrama Heartstopper utkom 2022, samma år som Netflixserien baserad på albumen började sändas. Bland mangaserierna finns både verk översatta från japanska, som Hayao Miyazakis Nausicaä från Vindarnas dal och internationella serier, som franska Tony Valentes Radiant och koreanska Ch'ugongs Solo Leveling (ursprungligen en webbtoon).